# Hercostomus flavimaculatus
Hercostomus flavimaculatus är en tvåvingeart som beskrevs av Yang 1998. Hercostomus flavimaculatus ingår i släktet Hercostomus och familjen styltflugor. Inga underarter finns listade i Catalogue of Life.